# Garden City Park
Garden City Park és una concentració de població designada pel cens dels Estats Units a l'estat de Nova York. Segons el cens del 2000 tenia 2.554 habitants.

## Demografia
Segons el cens del 2000, Garden City Park tenia 7.554 habitants, 2.508 habitatges, i 1.993 famílies. La densitat de població era de 3.006,8 habitants per km².
Dels 2.508 habitatges en un 33,9% hi vivien nens de menys de 18 anys, en un 66,3% hi vivien parelles casades, en un 9,9% dones solteres, i en un 20,5% no eren unitats familiars. En el 18,2% dels habitatges hi vivien persones soles el 12,8% de les quals corresponia a persones de 65 anys o més que vivien soles. El nombre mitjà de persones vivint en cada habitatge era de 3,01 i el nombre mitjà de persones que vivien en cada família era de 3,43.
Per edats la població es repartia de la següent manera: un 22,4% tenia menys de 18 anys, un 7,5% entre 18 i 24, un 26,3% entre 25 i 44, un 24,8% de 45 a 60 i un 19% 65 anys o més.
L'edat mediana era de 41 anys. Per cada 100 dones de 18 o més anys hi havia 88,1 homes.
La renda mediana per habitatge era de 74.746 $ i la renda mediana per família de 81.580 $. Els homes tenien una renda mediana de 47.234 $ mentre que les dones 38.580 $. La renda per capita de la població era de 29.250 $. Entorn del 0,4% de les famílies i l'1% de la població estaven per davall del llindar de pobresa.